# Fredd Matute
Pour les articles homonymes, voir Matute (homonymie).
Matute  Beca est un nom espagnol. Le premier nom de famille, en général paternel, est Matute ; le second, en général maternel, souvent omis, est Beca.
Fredd Matute Baca, né le 26 octobre 1985,, est un coureur cycliste hondurien.

## Biographie
Au cours de sa carrière, Fredd Matute est devenu champion national du Honduras à plusieurs reprises. Il a également remporté le classement général du Tour du Nicaragua en 2019, ou encore une étape du Tour du Honduras en 2021. 

## Palmarès et résultats

### Par année
- 2019
  - Tour du Nicaragua :
    - Classement général
    - 3e étape
- 2020
  -  Champion du Honduras sur route
  - 2e du championnat du Honduras du contre-la-montre
- 2021
  -  Champion du Honduras du contre-la-montre
  - 5e étape du Tour du Honduras
  - 2e du championnat du Honduras sur route
- 2024
  -  Champion du Honduras du contre-la-montre
  - 3e du championnat du Honduras sur route
- 2025
  - 2e du championnat du Honduras du contre-la-montre

### Classements mondiaux
| Année                                 | 2020 | 2021  | 2022 | 2023 | 2024 |
| ------------------------------------- | ---- | ----- | ---- | ---- | ---- |
| Classement mondial                    | nc   | 1607e | nc   | nc   | 944e |
| UCI America Tour                      | 437e | 258e  | nc   | nc   | 98e  |
|                                       |      |       |      |      |      |
| Légende : nc = non classéSource : UCI |      |       |      |      |      |